# 5224 Abbe
5224 Abbe è un asteroide della fascia principale. Scoperto nel 1982, presenta un'orbita caratterizzata da un semiasse maggiore pari a 2,2452692 au e da un'eccentricità di 0,0082123, inclinata di 7,93715° rispetto all'eclittica.
Dal 12 settembre al 10 novembre 1992, quando 5337 Aoki ricevette la denominazione ufficiale, è stato l'asteroide denominato con il più alto numero ordinale. Prima della sua denominazione, il primato era di 5210 Saint-Saëns.
L'asteroide è dedicato all'astronomo tedesco Ernst Abbe.